# Artur Fischer (político)
Arthur Fischer (Venâncio Aires, 27 de agosto de 1901 — Porto Alegre, 12 de fevereiro de 1965) foi um político brasileiro. Ele exerceu o mandato de deputado federal constituinte pelo Rio Grande do Sul de 1946 até 1951.
Formado em Direito cursou a Faculdade de Direito de Porto Alegre aonde se formou em 1935 e exerceu sua profissão no interior do estado, até mesmo em sua cidade natal.
Durante o Estado Novo atuou em defesa dos interesses dos pequenos produtores rurais gaúchos e tornou-se membro da Comissão Organizadora do Instituto Nacional de Carnes. Fischer ingressou na política no fim do Estado Novo, filiando-se a União Social Brasileira (USB), criada por Alberto Pasqualini em outubro de 1945.
Arthur Fischer decidiu se candidatar em dezembro para uma vaga na Assembleia Nacional Constituinte juntO a coligação USB com o Partido Trabalhista Brasileiro (PTB). Ele conquistou a primeira suplência e foi empossado em março de 1946, substituindo Getúlio Vargas, que optou pela cadeira de senador pelo Partido Social Democrático (PSD).
Durante a Constituinte de 1946, Arthur lutou pelos pequenos produtores gaúchos e contra o comunismo. Com a nova Constituição (18 de setembro de 1946) passou a ter um mandato ordinário. Durante sua legislatura (1946-1951), integrou a Comissão de Tomada de Contas. Quatro anos depois (outubro de 1950) foi candidato à reeleição e conquistou apenas uma suplência, deixando a câmera em janeiro seguinte.
Em seguida tornou-se representante do Comitê Intergovernamental para Migrações Europeias, órgão pertencente a Organização das Nações Unidas (ONU), representando o Rio Grande do Sul. Ele exerceu essa função até o fim de sua vida.
Ele era adepto do cooperativismo e espalhou sua linha de pensamento pelo Rio Grande do Sul. Fundou, em Porto Alegre, a União Sul-Brasileira de Cooperativas. Em seguida, a Escola Técnica de Cooperativismo, na qual lecionou a história do cooperativismo. Fischer era um grande líder da classe de produtores agrícolas no estado, chegando a organizar e presidir congressos. Outra influência na região foi ser secretário-geral da Sociedade União Popular do Rio Grande do Sul, entidade que beneficia a zona colonial do estado, sem fins lucrativos.